# Deutschland Cup 1993
6. ročník hokejového turnaje Deutschland Cup se konal od 4. do 7. listopadu 1993 ve městech Stuttgart, Ulm, Pforzheim a Bietigheim-Bissingen. Vyhrála jej hokejová reprezentace Ruska. Účastníci rozděleni do dvou skupin. Vítězové skupin sehráli boj o titul a týmy z druhých míst zápas o bronz.

## Skupina A
|    | Tým     | V | R | P | Skóre | B |
| 1. | Kanada  | 1 | 0 | 1 | 5:4   | 2 |
| 2. | Německo | 1 | 0 | 1 | 5:5   | 2 |
| 3. | Švédsko | 1 | 0 | 1 | 4:5   | 2 |

 Kanada –  Švédsko 3:1 (1:0, 0:1, 2:0)

4. listopadu 1993 – Ulm
 Německo –  Švédsko 2:3 (1:1, 0:0, 1:2)

5. listopadu 1993 – Stuttgart
 Německo –  Kanada 3:2 (1:0, 0:1, 2:1)

7. listopadu 1993 – Stuttgart

## Skupina B
|    | Tým       | V | R | P | Skóre | B |
| 1. | Rusko     | 2 | 0 | 0 | 4:1   | 4 |
| 2. | Finsko    | 1 | 0 | 1 | 1:2   | 2 |
| 3. | Česko     | 1 | 0 | 1 | 8:2   | 2 |
| 4. | Švýcarsko | 0 | 0 | 2 | 3:9   | 0 |

Hráno dvoukolově – vítězové z 1. kola do boje o 1. místo, poražení o 3. místo.
1. kolo:

 Česko –  Finsko 0:1 (0:1, 0:0, 0:0)

4. listopadu 1993 – Pforzheim
 Rusko –  Švýcarsko 2:1 P (1:0, 0:1, 0:0, 1:0)

4. listopadu 1993 – Bietigheim-Bissingen

2. kolo:

 Švýcarsko –  Česko 2:7 (0:3, 1:4, 1:0)

5. listopadu 1993 – Stuttgart
 Finsko -  Rusko 0:2 (0:1, 0:1, 0:0)

6. listopadu 1993 – Stuttgart

## O 3. místo
Německo -  Finsko 2:3 SN (1:0, 0:2, 1:0, 0:0)

7. listopadu 1993 – Stuttgart

## Finále
Kanada -  Rusko 1:2 (1:1, 0:1, 0:0)

7. listopadu 1993 – Stuttgart